# Take Four
Take Four ist ein A-cappella-Männerquartett aus Kiel. Die Gruppe ist Gründungsmitglied im deutschen Barbershopverband BinG!.

## Geschichte

### Die frühen Jahre
Take Four wurde 1986 in Kiel gegründet. Zunächst fanden sich drei der Gründungsmitglieder Till Kindschus, Thomas Schröder, Jörn Wengler zusammen, um in ihrer Schule aufzutreten. Mit einem befreundeten Bass-Sänger bildeten sie für diesen Anlass ein Quartett. Durch den Erfolg angespornt, entschieden sie sich, den eingeschlagenen Weg weiterzugehen. In Ekkehard Götz fanden sie eine feste Bass-Stimme. Zum Repertoire gehörten Evergreens der Comedian Harmonists, sowie Standards aus dem Barbershop. Zunächst wurden sie im Raum Kiel bekannt. Mit ihnen entstand 1989 die Tradition der seitdem jährlich stattfindenden A-cappella-Party an der Christian-Albrechts-Universität. Es folgten Konzertreisen durch Deutschland und ins benachbarte Ausland, Holland, Frankreich. In England besuchten sie die Convention der BABS 1989. In dieser Zeit entstand die erste LP mit dem Namen On Top of the World. 1990 verließ Ekkehard Götz das Quartett. Er veröffentlichte Soloalben als Rockmusiker. Als neuer Bass wurde Torge Bollert engagiert.

### 1991 bis 2008
1991 gründeten sie mit anderen Quartetten und Chören den deutschen Barbershopverband BinG. In den USA sangen sie 1992 auf der World Harmony Jamboree. 1993 veröffentlichten sie Take Four...die CD. Bei den von BinG! veranstalteten Wettbewerben wurden sie 1994, 1995, 1996 und 2000 Sieger. Durch den Sieg bei BinG! qualifizierten sie sich als erstes deutsches Quartett für den US-amerikanischen Wettbewerb der SPEBSQSA (heute Barbershop Harmony Society BHS), an dem sie 1995 in Miami teilnahmen. Anschließend veröffentlichten sie ihr drittes Album: Afterglow!
Nach dieser Zeit wandten sich Take Four ein wenig vom Barbershop ab und dem Jazzgesang zu. Dementsprechend änderte sich das Repertoire. Zum 15-jährigen Bestehen entstand 2001 das Doppel-Livealbum 15th anniversary concert. Auf einer der CDs ist reine A-Capella-Musik, auf der anderen werden sie von einer Jazz-Combo begleitet.
Nach der Gründung des Trios Bidla Buh verließ Torge Bollert 2003 das Quartett. Für ihn stieg Patrick Scharnewski ein, der bereits mit dem Duo Mister Jones Bekanntheit erreicht hatte. Mit Patrick Scharnewski wurde vor allem die Bühnenshow bereichert. In dieser Besetzung konnten Take Four 2006 den Publikumspreis im BinG!-Wettbewerb erringen.

### Seit 2009
Als im Jahre 2009 Till Kindschus das Quartett verließ, befürchteten manche Fans das Ende der Gruppe. Kindschus blieb mit dem von ihm 1990 gegründeten Frauen-Jazz-Chor Jazzica aktiv. Take Four setzten ihre Karriere mit dem neuen Bariton Georg Feige, dem zweiten Mitglied von Mister Jones, fort. Es folgten zahlreiche Auftritte, u. a. beim Schleswig-Holstein Musikfestival und im NDR Fernsehen. 2011 feierte das Quartett ihr 25-jähriges Jubiläum. 2016 vertraten sie erneut Deutschland beim internationalen Barbershop-Wettbewerb in Nashville. 2019 wurde in Kiel ein Konzert anlässlich ihres 30-jährigen Bestehens gegeben. Alle ehemaligen Mitglieder standen auf der Bühne. Mit dem Programm des Konzerts gingen sie bis 2020 auf Tournee durch Norddeutschland.

## Auszeichnungen
- 1. Platz beim Landeschorwettbewerb Schleswig-Holstein 1993
- Sieger beim Wettbewerb von BinG! 1994[13]
- Sieger beim Wettbewerb von BinG! 1995
- Sieger beim Wettbewerb von BinG! 1996
- Sieger beim Wettbewerb von BinG! 2000
- Publikumspreis beim Wettbewerb von BinG! 2006

## Diskografie
- 1990: On Top of the World
- 1993: Take Four ... die CD
- 1995: Afterglow!
- 2001: 15th Anniversary Concert